# Winterfeest
Het winterfeest of dongzhi is een van de belangrijkste feesten van de Han-Chinezen. Kantonezen zeggen ook vaak "winter is groter dan nian/冬大過年". Met nian bedoelt men Chinees nieuwjaar, het drukt uit dat dongzhi het grootste feest van alle feesten is. Het wordt gevierd om aan te kondigen dat men al over de helft van de winter is gekomen. Het wordt gevierd op de vierentwintigste van de elfde maand en in de gregoriaanse kalender is dat altijd op 21 december of 22 december, de dag waarop het zonlicht het minst schijnt (kortste dag). De oorsprong van het feest ligt in de yin en yang-filosofie, die onder meer uitgaat van balans en harmonie in de kosmos. Macau is het enige land waar dongzhi als officiële feestdag geldt. De Hongkongers hebben een gezegde dat luidt: "Als het tijdens dongzhi niet koud is, krijgen we een koud Chinees nieuwjaar/冬唔凍年凍".

## Regionale gebruiken
In zuidelijk China en gebieden met overzeese Chinezen eet men tangyuan met suikersoep. Tangyuan betekent letterlijk soep-rond. Op dongzhi moet men 's avonds eten met het hele gezin, zo kan men het "yi jia tuan yuan/一家團圓" noemen en betekent dat de familie rond/in zijn geheel is.
In noordelijk China eet men jiaozi. De oorsprong van dit gebeuren gaat terug naar het verhaal van Zhang Zhongjing uit de Oostelijke Han-dynastie die zag dat arme mensen wintertenen op hun oren hadden. Zhang was geraakt en maakte jiaozi met lamsvlees en andere ingrediënten. Deze gaf hij aan de arme mensen om hun warm te houden. Daarom zijn de jiaozi volgens dit verhaal tot heden nog steeds oorvormig.
In zuidelijk China worden tangyuans gemaakt en geofferd op deze dag aan de voorouders en de Keukengod.
In de Chinese provincies Jiangsu en Zhejiang drinkt men laozao.
Fuzhounezen hebben het gebruik om ci te eten op deze dag.
De tangyuans die Taiwanezen maken heeft een kenmerk dat ze behalve witte ook rode tangyuans maken en ze hebben pinda, sesam of vlees als vulling.

## Voedsel
- Ci
- Donggu/shiitake/Lentinus edodes
- Jiaozi
- Laap tseung/lap cheung
- Laozao
- Tangyuan